# تل بر إلياس
تل بر إلياس هو موقع أثري على بعد كيلومترين شمال شتورة إلى طريق دمشق، يقمع وسط بر إلياس في محافظة البقاع، يعود تاريخ موقع تل إلياس الأثري في البقاع اللبناني، على الأقل إلى العصر البرونزي المبكر.

## الموقع
يوجد تل إلياس في قرية بر إلياس التي سمي على اسمها، وهو موقع أثري قديم يعود إلى العصر البرونزي المبكر. وتطرح إشكالية تواجده في منطقة مأهولة الحفاظ وإنقاد مخلفات العصر البوني في التل حيث يقع وسط بلدة برالياس من قرى سهل البقاع، في محافظة البقاع، في موقع اساراتيجي يمر بها العابر، وتعرف حركة بناء وإعمار، تتوسط المسافة بين بيروت ودمشق، كما تتوسط المسافة ما بين شمالي البقاع وجنوبه فغدت بحكم موقعها المهم وسط السهل وعلى الخط الدولي من أهم المراكز الاقتصادية وأكبر الأسواق التجارية، تصلها حركية النقل والمواصلات عبر طريق الشام بيروت الدولية وعبر طرق داخلية متعددة من كافة الاتجاهات وتقع برالياس في قضاء زحلة على متوسط ارتفاع 900م عن سطح البحر، وعلى مسافة 51 كلم عن بيروت عبر طريق الشام-شتورة.تمتد على جانبي الخط الدولي بين بيروت ودمشق بواجهة تزيد على 4 كلم ويمتد سهلها الأخضر مسافات مترامية تصل إلى عنجر شرقاً وزحلة غرباً وكفر زبد والدلهمية شمالاً والمرج من جهة الجنوب. مساحة أراضيها شاسعة تبلغ نحو 35000 دونم (3500 هكتار) منها حوالي 7000 دونم سكني والباقي زراعي.

## الحفريات
بدأت تواريخ الحفريات والتنقيب عن الآثار ودراسة الموقع من الناحية الأركيولوجية في سنتي 1933، و1966.
قام بها فريق أركيولوجي متخصص في علم الآثار، يتكون فريق علم الآثار الذي ذهب لاستكشاف والتنقيب على الآثار ودراستها أركيولوجيا وكرونولوجيا وثقافيا وبيولوجيا، وسنة 1966 هي الدراسة والاستكشاف الميداني الأخير ويبدو أنها ان تكون هي الآخرة للموقع، نظرا لأهميته في لاستكشاف معطيات وأسرار العصر البرونزي المبكر.
وقد تكون فريق مسح الموقع واستكشافه من الناحية الأثرية ودراسته وتحليله من علماء الآثار التاليين: ر. سعيدة، أ. كوشكي، أ. جيركو، لورين كوبلاند، بيتر ج. ويسكومب (بالحروف اللاتينية: R. Saidah, A. Kushke, A. Jirku, Lorraine Copeland, Peter J. Wescombe)